# Gullringen, Södermanland
Gullringen är en sjö i Strängnäs kommun i Södermanland och ingår i Norrströms huvudavrinningsområde. Sjön har en area på 0,0964 kvadratkilometer och ligger 2,9 meter över havet. Vid provfiske har bland annat abborre, gädda, mört och ruda fångats i sjön.

## Delavrinningsområde
Gullringen ingår i det delavrinningsområde (658499-156671) som SMHI kallar för Mynnar i Mälaren. Medelhöjden är 23 meter över havet och ytan är 5,27 kvadratkilometer. Det finns inga avrinningsområden uppströms utan avrinningsområdet är högsta punkten. Vattendraget som avvattnar avrinningsområdet har biflödesordning 2, vilket innebär att vattnet flödar genom totalt 2 vattendrag innan det når havet efter 101 kilometer. Avrinningsområdet består mestadels av skog (58 procent) och öppen mark (31 procent). Avrinningsområdet har 0,1 kvadratkilometer vattenytor vilket ger det en sjöprocent på 1,8 procent. Bebyggelsen i området täcker en yta av 0,15 kvadratkilometer eller 3 procent av avrinningsområdet.

## Fisk
Vid provfiske har följande fisk fångats i sjön:
- Abborre
- Gädda
- Mört
- Ruda
- Sarv